# هابي نيو يير (أغنية)
هابي نيو يير (بالإنجليزية: Happy New Year)‏ أي سنة جديدة سعيدة هي أغنية أدتها الفرقة السويدية آبا من ألبوم سوبر تراوبر غنتها أغنيتا فالتسكوغ في سنة 1980، لم تطرح الأغنية الإنجليزية حتى سنة 1999، الأغنية إحتلت المراتب الأولى في عدة دول من السويد وهولندا وألمانيا والنرويج والدنمارك، فيما حلت النسخة الإسبانية بعنوان فيليسيداد (بالإسبانية: Felicidad)‏ منها في المركز الخامس في الأرجنتين. لا زالت تشتهر هذه الأغنية في كل سنة من أيام رأس السنة الميلادية في العالم.